# Palorus depressus
Palorus depressus – gatunek chrząszcza z rodziny czarnuchowatych i podrodziny Tenebrioninae.

## Taksonomia
Gatunek ten opisany został po raz pierwszy w 1790 roku przez Johana Christiana Fabriciusa pod nazwą Hypophloeus depressus. W 1854 roku Étienne Mulsant umieścił go w nowym podrodzaju Hypophlaeus (Palorus), który później podniesiono do rangi osobnego rodzaju.

## Morfologia
Chrząszcz o wydłużonym, dość płaskim ciele długości od 2,5 do 3 mm. Ubarwienie ma brązowe, nieznacznie połyskujące.
Głowa jest w zarysie kwadratowa, pośrodku punktowana drobno i gęsto. Trochę wypukły, niepunktowany nadustek ma niewyciętą przednią krawędź, do której dochodzą dwa podłużne, ukośne wgłębienia, dzielące głowę na trzy równomierne części. Policzki są krótsze i węższe niż u P. subdepressus i występami dochodzą tylko do przednich krawędzi oczu, nie zasłaniają więc ich. Na czole obecny jest kwadratowy wcisk.
Przedplecze jest w zarysie prawie kwadratowe, nieznacznie ku przodowi rozszerzone, matowe, pokryte mocnymi punktami oddalonymi od siebie na dystanse mniejsze niż średnice. Krawędzie boczne i tylna są wyraźnie obrzeżone listewką. Pokrywy są najszersze pośrodku długości, słabo połyskujące, o płaskich, niepunktowanych lub bardzo drobno punktowanych międzyrzędach.

## Ekologia i występowanie
W warunkach naturalnych owad saproksyliczny, bytujący pod murszejącą korą, w  butwiejącym drewnie i w próchnowiskach drzew liściastych, a rzadko iglastych, a także w owocnikach grzybów nadrzewnych wyrastających na starych dębach, topolach i wierzbach oraz w gniazdach mrówek z rodzajów Formica i Lasius. W warunkach synantropijnych spotykany jest w magazynach, młynach, piekarniach i innych pomieszczeniach ludzkich w zaniedbanych zapasach przetworów zbożowych. We wspomnianych siedliskach żyją zarówno larwy, jak i postacie dorosłe.
Gatunek znany z krain palearktycznej i orientalnej. W tej pierwszej podawany jest z Hiszpanii, Francji, Holandii, Niemiec, Szwajcarii, Austrii, Włoch, Szwecji, Norwegii, Finlandii, Estonii, Polski, Czech, Słowacji, Węgier, Białorusi, Ukrainy, Rumunii, Słowenii, Chorwacji, Bośni i Hercegowiny, Albanii, Grecji, Egiptu, anatolijskiej części Turcji, Kazachstanu, Tadżykistanu, Japonii i Tajwanu. 